# Austin Wranglers
Die Austin Wranglers waren ein Arena-Football-Team aus Austin, Texas, das in der Arena Football League (AFL) und später eine Saison in der af2 spielte. Ihre Heimspiele trugen die Wranglers im Frank Erwin Center aus.

## Geschichte
Die Wranglers starteten zur Saison 2004 in der AFL, in der sie vier Spielzeiten absolvierten. Zur Saison 2008 wechselten sie für eine Saison in die af2.
In ihrer Geschichte sollten die Wranglers nur zweimal in die Playoffs einziehen. 2006 scheiterte man in der ersten Runde an den Philadelphia Storm mit 35:52. In der af2-Saison 2008 unterlagen die Wranglers ebenfalls in der ersten Runde den Spokane Shock. Ihre schlechteste Saison absolvierten sie in der Saison 2007, als man nur vier Siege aus 16 Spielen gewann.
Die Wranglers hatten Ende der Saison massive Geldprobleme und konnten darum auch keine weiteren Spielzeiten in der AFL absolvieren. Das war auch der Grund, in der weniger kostspieligen af2 einen Neustart zu wagen.
Im Jahr 2006 stieg der ehemalige NFL-Star Deion Sanders als Co-Eigentümer bei den Wranglers ein.

## Saisonstatistiken
| Jahr | Team             | Liga | S  | N  | Playoffs erreicht | Playoffrunde                                    |
| ---- | ---------------- | ---- | -- | -- | ----------------- | ----------------------------------------------- |
| 2004 | Austin Wranglers | AFL  | 8  | 8  | nein              |                                                 |
| 2005 | Austin Wranglers | AFL  | 6  | 10 | nein              |                                                 |
| 2006 | Austin Wranglers | AFL  | 10 | 6  | ja                | N im Wild Card Game gg. Philadelphia Soul 35:52 |
| 2007 | Austin Wranglers | AFL  | 4  | 12 | nein              |                                                 |
| 2008 | Austin Wranglers | af2  | 8  | 8  | ja                | N im Viertelfinale gg. Spokane Shock 14:42      |

## Zuschauerentwicklung
| Jahr | Team             | Liga | Zuschauerdurchschnitt |
| ---- | ---------------- | ---- | --------------------- |
| 2004 | Austin Wranglers | AFL  | 11.140                |
| 2005 | Austin Wranglers | AFL  | 12.309                |
| 2006 | Austin Wranglers | AFL  | 10.097                |
| 2007 | Austin Wranglers | AFL  | 12.354                |
| 2008 | Austin Wranglers | af2  | 3.458                 |